# Apache Cochise

Logo der Nachauflage

Apache Cochise war eine Heftromanserie aus dem Martin Kelter Verlag. Die Serie erschien 1981 bis 1983 in 36 Ausgaben und wurde bis Band 28 später nachgedruckt.

## Handlung
Im Mittelpunkt der Handlung steht Apachenhäuptling Cochise, der der Geschichte recht entsprechende Abenteuer mit bösen und guten Weißen und Roten erlebt. Zusätzlich enthielten die 66-seitigen Romane Fotografien historischer indianischer Persönlichkeiten und Berichte. Autoren waren Jürgen Duensing, Kurt C. Metz, Mario Werder, Harald Huber und Joe Juhnke unter den Pseudonymen Alexander Calhoun, Dan Roberts, John Montana und Frank Callahan.

## Titelliste
- 1: Gefährlich wie ein Vipernbiß
- 2: Mit dem Abend kommt das Grauen
- 3: Mit einem Stiefel in der Hölle
- 4: Cochise, die Geißel Gottes
- 5: Ein Pfeil als Lohn
- 6: Die Fehde der Freunde
- 7: …bis zum bitteren Ende
- 8: Thomas Jeffords kämpft allein
- 9: Die Angst der Einsamen
- 10: Treffpunkt roter Wölfe
- 11: Duell im Blizzard
- 12: Kein Apache stirbt allein
- 13: Apachen kennen kein Erbarmen
- 14: Das letzte Wasserloch
- 15: Ritt ins Inferno
- 16: Das Kriegsbeil Luzifers
- 17: Apachen-Poker
- 18: Letzte Hürde vor der Hölle
- 19: Zwei Kugeln für Cochise
- 20: Cochises lange Jagd
- 21: Rauchsignale des Todes
- 22: Leg die Hände in mein Blut
- 23: Ein Fort stirbt
- 24: Apachen töten lautlos
- 25: Cochise in Nöten
- 26: Das wilde Rudel
- 27: Schrei Haß in den Wind, Rothaut
- 28: Fahr zur Hölle, Rothaut
- 29: Blutsbrüder des Falken
- 30: Brut der roten Wölfe
- 31: Schieß deinen Pfeil, Apache
- 32: Geistertanz im Cheyenne-Lager
- 33: Rote Späher im Niemandsland
- 34: Barfuß durchs Indianerland
- 35: Der rote Agent
- 36: So long, Cochise

Quelle: Good Old West – Die Seite über Western-Literatur